# Степная Шентала (Самарская область)
Степная Шентала (эрз. Шантала, Степной Шентала) — эрзянское село в Кошкинском районе Самарской области, административный центр сельского поселения Степная Шентала.

## География
Расположено в междуречье Кармалы (Кармалки) и Камышлейки, в 161 км от областного центра г. Самара и в 16 км от районного центра села Кошки. Ближайшие населённые пункты: Старое Фейзуллово, Большая Константиновка и Городок.

## История
Степная Шентала основана в 1733 году переселенцами из (лесной) Старой Шенталы (по совету кармалинских соплеменников). Является одним из старейших сел района, центр эрзянских культурных традиций.
Данное название принесено на территорию Кошкинского района из Лесной Шенталы.
Возможно оно создано на основе эрзянских корней шен/сен — «синий» и тала/талагай — «верхняя женская рубаха». В переводе с эрзянского означает «синие одежды», что вполне применимо к Лесной Шентале, окруженной темными лесами.
На 1737 г. в сводках ревизии В. Н. Татищева село названо как Новые Шенталы (20 дворов), и только потом в данном названии появился эпитет «Степная», означающий характеристику окружающей местности.
На 1910 год — 311 дворов, 1898 человек (третье по числу жителей село на территории района), все мордва (эрзя), бывшие удельные, 4157 десятин надельной земли.
Имеется церковь, две школы (земская и ЦПХ), больница, 6 ветряных мельниц, маслобойный завод, кредитное товарищество.
На 2000 год — 117 дворов, 255 чел., неполная средняя школа, дом культуры; центр с/совета и сельской администрации (волости).
После создания в 1851 году Самарской губернии село получило статус административного центра — стало центром Степношенталинской волости.
Центр с/совета (до 1993 года) и сельской администрации (волости).
С 2006 года — Степношенталинское поселение.

## Генетика
У двух эрзянских представителей села, включая патернального потомка Фёдора Алексеевича Видяева, была обнаружена Y-хромосомная гаплогруппа J2a2a1a~ (PF5008>FTF58713).

## Сельское хозяйство
В 1958 году на базе ликвидированных колхозов им. Хрущева и «Степной» организован колхоз «Шенталинский».
В феврале 1959 г. — колхоз «Шенталинский» укрупнен за счет колхоза «Рабочий».
В 1993 г. разделен на три колхоза: «Шенталинский», «Власть Труда» и «Рабочий».
12 февраля 1993 г. реорганизован в Ассоциацию крестьянских хозяйств (АКХ) «Степная Шентала».

## Великая Отечественная война
На всю страну известен уроженец села Степная Шентала командир подводной лодки Щ-422 капитан II ранга Видяев, Фёдор Алексеевич, именем которого названы военный корабль и плавбаза подводных лодок Северного флота — поселок Видяево Мурманской области. Осенью 2011 года на родине героя состоятся юбилейные мероприятия, посвященные 100-летию Фёдора Видяева.

## Хуторская Шентала.Столыпинская аграрная реформа
Собирательное название 27 хуторов, выделившихся из сельской общины с. Ст. Шентала в результате реформы Столыпина в 1906—1910 гг.
В период коллективизации, большей частью, были сведены в единый населенный пункт Хутор-Шентала или Городок (Самарская область). Своего рода «городок» из хуторов.

## Степно-Шенталинская больница
Открыта решением Самарского уездного земства от 10 февраля 1910 года.
Подрядчики на строительство — Теньтюков П. К., крестьянин Спасского уезда Казанской губ., и Прохоров И. Н., крестьянин Сенгилеевского уезда Симбирской губ.
Подряд состоял из двух частей: 2422 руб.80 коп. на заготовку леса и 1320 руб. на строительство здания. Данная больница обслуживала 15-й мед. участок Самарского уезда — 260 кв. верст, 14 тыс. чел. из селений Степно-Шенталинской и Константиновской волостей. Персонал — врач (Знаменский В.), фельдшер, акушерка.
В советское время Степно-Шенталинская больница оставалась участковой, затем была переведена в разряд инфекционной, а в конце XX в. реорганизована в помещение для социального обслуживания престарелых и инвалидов.

## Школа (образование)
В 1871 году в селе, одной из первых на территории Кошкинского района, открылась Степношенталинская земская школа.
Обучение в школе было бесплатным. Все расходы по строительству, оборудованию и содержанию школ несли уездные земские управы.
Программы и учебные материалы утверждались попечительскими советами и съездами учителей, при этом в программы специально вводились перспективные с/х предметы — садоводство, пчеловодство, семеноводство и др.
Зарплата учителей Земских школ зависела от стажа работы и образования и составляла в нач. XX в. 300—600 руб. в год или 25-50 руб. в месяц, что считалось достаточно хорошим жалованьем (30 руб. в те годы стоила корова).
По спискам земских служащих Самарского уездного земства на 1903 год учитель Степношенталинской земской школы Ясинский получал 650 руб. в год, учитель Теплова — 300 руб. в год.
В 1949 году в Степно-Шенталинской 7-летней школе, в начальных классах учительствовала Крапивина Анна Вениаминовна (награждена медалью «За трудовую доблесть» в том же году).